# Стокгольмский университет теологии
Enskilda Högskolan Stockholm (EHS), ранее известный как Teologiska Högskolan Stockholm (THS), представляет собой частный университет, находящийся в полной собственности Церкви единения. Расположенный по адресу Åkeshovsvägen, 29 в Бромме, Стокгольм. Университет предлагает курсы по теологии, религиоведению и правам человека. В 2018 году колледж изменил свое название на Enskilda Högskolan Stockholm и теперь включает в себя два подразделения:
- Колледж прав человека;
- Стокгольмская школа теологии.

Университет получает государственное финансирование, а студенты имеют возможность претендовать на гранты на обучение. Он также реализует исследовательские проекты, финансируемые из внешних источников, и проводит разнообразные мероприятия по заказу. Активно сотрудничает с другими учебными заведениями, включая колледжи и университеты в Амстердаме, Атланте, Чикаго, Маниле, Нью-Йорке, Вашингтоне и Янгоне.
В университете действует студенческий союз Enskilda Högskolan Stockholm (SEHS), который насчитывает около 550 членов. Однако, в отличие от прежних времён, когда членство в союзе было обязательным для всех студентов, теперь оно стало добровольным. Кроме того, после упразднения платы за членство, оно стало бесплатным. Ранее плата составляла примерно 100—200 долларов за семестр, и её размер мог варьироваться в зависимости от того, изучает ли студент очные или дистанционные курсы.

## Учебная программа
В университете представлено множество образовательных программ:
- Богословская программа — охват все уровни образования: бакалавриат, магистратуру и аспирантуру. Она предназначена в первую очередь для будущих священников и пасторов, но также будет интересна всем, кто интересуется теологией;
- Религия, культура и общество — программа бакалавриата по религиоведению, которая знакомит студентов с основными аспектами религии, культуры и общества;
- Восточные церковные исследования — программа бакалавриата и магистратуры, предлагаемая на английском языке, ориентированная на образовательные потребности православных церквей. Она осуществляется в сотрудничестве с духовной академией Святого Игнатия;
- Курсы по правам человека — одна из старейших программ в стране, предлагающая обучение на уровне бакалавриата и магистратуры;
- Аспирантура по теологии — углубленное изучение таких дисциплин, как библеистика, систематическое богословие, практическое богословие, история церкви, а также углубленное изучение восточной церкви;

## Предметные области
- Права человека охватывают нормы, касающиеся гражданских, политических, экономических, социальных и культурных прав. Эти нормы базируются на правовой и моральной философской теории;
- Библеистика посвящена изучению истории и толкованию библейских текстов, что составляет основу экзегезы. Она также включает в себя исследование библейских языков — иврита и греческого;
- Церковная история, в рамках миссионерских исследований, охватывает историю христианской церкви и современных христианских конфессий;
- Практическая теология, изучающая религиозное поведение, включает в себя гомилетику, психологию религии и душепопечение, педагогику религии, социологию религии, экклезиологию, гимнологию и лидерство;
- История религии охватывает изучение основных мировых религий;
- Систематическое богословие сосредоточено на философии, этике и догматике;
- Изучение восточных церквей связано с текстами, историей, литургией и развитием этих религиозных общин. Оно также включает преподавание богослужебного языка православных церквей.

## История

### Свободная церковь
Университет берёт своё начало в движении свободной церкви, которое активно развивалось во второй половине XIX века. В 1866 году полковник К. О. Броуди основал Вефильскую семинарию в Стокгольме. Это было учебное заведение, предназначенное для подготовки проповедников шведской баптистской конгрегации. В 1966 году школа переехала в Бромму.
Миссионерская школа в Винслеве также была основана в 1866 году, а в Кристинехамне — в 1871-м. Обе эти школы были тесно связаны со Шведским миссионерским обществом, которое возникло в 1878 году и объединилось в конце XIX века в миссионерскую школу на Седермальме в Стокгольме. С 1908 года пастырская и миссионерская подготовка общества была перенесена в недавно построенную миссионерскую школу на Лидинге, которая позже получила название Теологической семинарии.
Хотя обе конфессии управляли несколькими другими народными средними школами и программами высшего образования, Вефильская семинария и теологическая семинария стали их основными учебными заведениями для подготовки служителей конгрегации.
В шведской Методистской церкви подготовка пасторов началась в 1874 году в Эребру. С 1923 года Северная теологическая семинария Методистской церкви была расположена в Оверсе, Гётеборг, где также время от времени находилась штаб-квартира общества.

### Объединение и преобразование в университет
В 1990-х годах в рамках национальной реформы образования университеты и колледжи получили больше свободы в своей деятельности. Шведская ассоциация баптистов и Шведское миссионерское общество приняли решение объединить усилия и создать совместный университетский колледж, получивший название Teologiska Högskolan, который расположился в Стокгольме. Пастырское образование было интегрировано в новое учебное заведение, в то время как другие части школ продолжили свою работу в виде Бетельской фолькхегсколы и Лидингской фолькхегсколы.
Новый университет был основан в 1993 году. В первый год своей деятельности он функционировал как в Бромме, так и в Лидинге, а затем сосредоточился исключительно на Лидинге. Однако, когда университет расширился за пределы своего здания в Лидинге, были построены новые помещения рядом с Бетель Фолькхегскола в Бромме, куда бизнес переместился в осенний семестр 2002 года.
Тем временем, Методистская церковь продолжала свою деятельность, в том числе и в сфере образования. Она управляла теологической семинарией, которая частично работала в сотрудничестве с колледжами Норвегии и Дании. Однако с 2008 года Методистская церковь стала владельцем колледжа и перенесла туда всю свою образовательную деятельность.
Процесс объединения курсов пастырской подготовки в единый колледж стал частью процесса слияния трех общин-владельцев в Церковь Единения. С 1 января 2014 года Стокгольмская школа теологии обрела статус некоммерческой компании, которая полностью принадлежит церкви.

### Стокгольмский университет теологии
В 1996 году университет получил право присуждать степени бакалавра по теологии. В 1997 году он запустил первую в стране междисциплинарную программу обучения правам человека, а в 2008 году получил разрешение на выдачу степеней бакалавра по этому направлению. С 2011 года также предлагает магистра программы по теологии, а с 2017 года — по правам человека (MR). Этот акцент на правах человека является продолжением традиций народного движения, в рамках которого шведские свободные церкви сыграли важную роль в формировании шведского народа, демократизации Швеции и защите свободы религии и убеждений.
В 2016 году университет получил право присуждать дипломы о получении степени лиценциата и доктора наук. Первые аспиранты начали обучение в 2017 году, а с 2008 года университет сотрудничал с другими образовательными учреждениями для набора докторантов.
В 2018 году университет изменил своё название на Enskilda Högskolan Stockholm. Он состоит из двух отделений: Стокгольмской школы теологии (THS) и Högskolan för Menneska Rächtigheter (HMR).
Стокгольмский университет теологии имеет право выдавать дипломы, признанные в Швеции.